# Brachionidium gonzalesiorum
Brachionidium gonzalesiorum är en orkidéart som beskrevs av Becerra. Brachionidium gonzalesiorum ingår i släktet Brachionidium och familjen orkidéer. Inga underarter finns listade i Catalogue of Life.